# Terry Bly

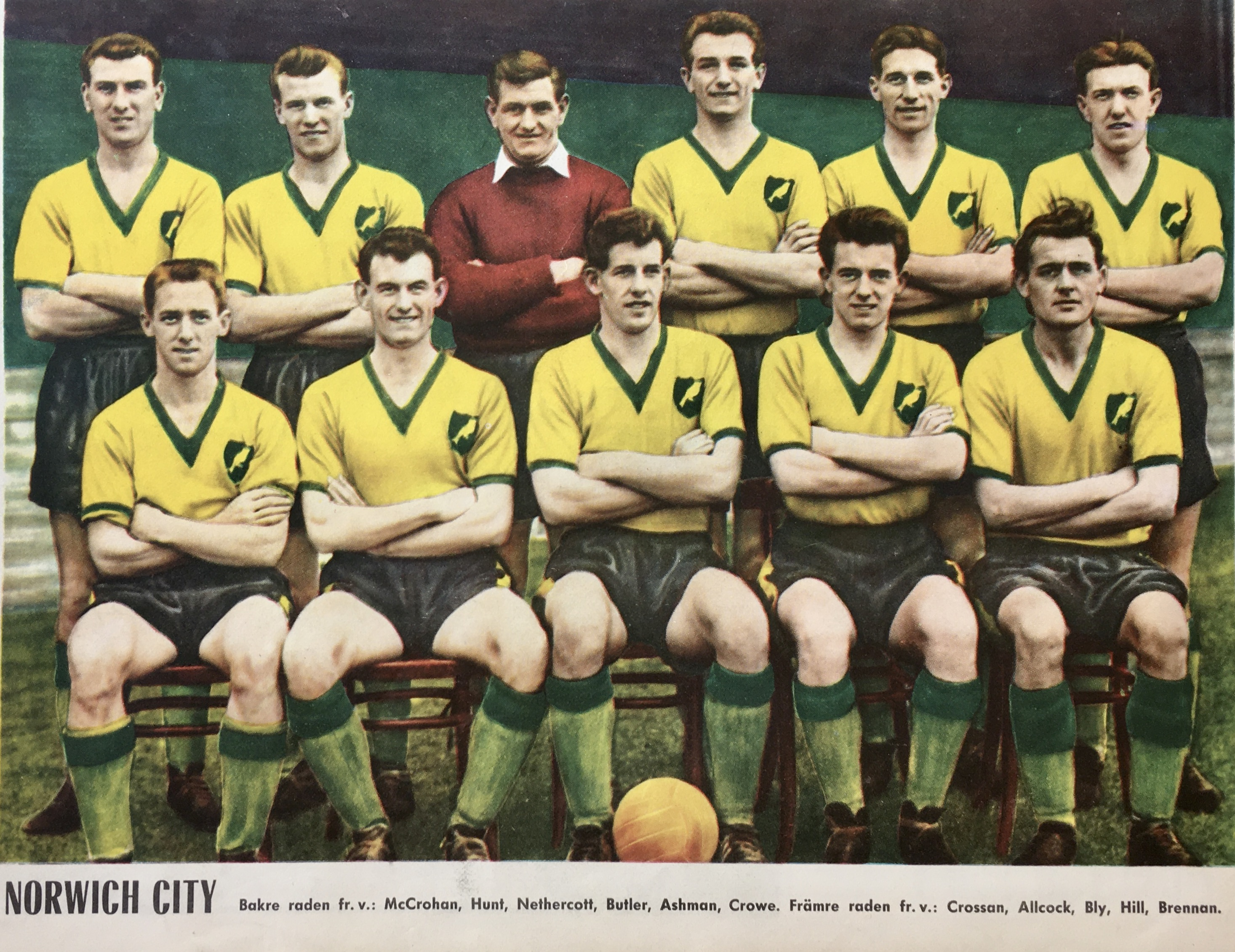
Equipo titular del Norwich City F.C. de 1959 con (de izquierda a derecha, de pie): Roy McCrohan, Ralph Hunt, Ken Nethercott, Barry Butler, Ron Ashman, Matt Crowe; agachado: Errol Crossan, Terry Allcock, Terry Bly, Jimmy Hill y Bobby Brennan.

Terence Geoffrey Bly (Fincham, 22 de octubre de 1935 – Grantham, 24 de septiembre de 2009) fue un futbolista y entrenador británico.

## Carrera
Fue reconocido por su destreza goleadora, sobre todo por el Norwich City y Peterborough United, anotando un récord de 54 goles en la primera edición de la temporada 1960–61. Posteriormente, jugó en el Coventry City y Notts County antes de fichar por Grantham en octubre de 1964.
Aunque se retiró de jugar en abril de 1970, continuó entrenando al Grantham Town hasta 1978.

## Muerte
Bly murió el 24 de septiembre de 2009, a causa de un infarto de miocardio .

## Clubes
Como jugador
| Club                | País       | Año       | Partidos | Goles |
| ------------------- | ---------- | --------- | -------- | ----- |
| Norwich City        | Inglaterra | 1956–1960 | 57       | 31    |
| Peterborough United | Inglaterra | 1960–1962 | 88       | 81    |
| Coventry City       | Inglaterra | 1962–1963 | 32       | 25    |
| Notts County        | Inglaterra | 1963–1964 | 29       | 4     |
| Grantham Town       | Inglaterra | 1964–1970 | 199      | 125   |

Como entrenador
| Club          | País       | Año       |
| ------------- | ---------- | --------- |
| Grantham Town | Inglaterra | 1964–1978 |